# Ai confini del paradiso
Ai confini del paradiso (Auf der anderen Seite) è un film del 2007 scritto e diretto da Fatih Akın.
È stato presentato in concorso al Festival di Cannes 2007 dove ha vinto il premio per la migliore sceneggiatura.

## Trama
Nejat Aksu, figlio di immigrati turchi, è un docente di letteratura tedesca presso l'Università di Amburgo. Suo padre Ali, che vive a Brema, è rimasto vedovo quando lui non aveva che sei mesi di vita e, pertanto, ha dovuto provvedere da solo alla sua educazione. Ormai anziano, per colmare la sua solitudine, propone a Yeter, una matura prostituta curda, di cui egli è cliente "abituale" da diversi anni, di andare a vivere con lui.
Una sera, Ali invita suo figlio a cena e gli presenta la nuova compagna ma, poche ore più tardi, forse in seguito all'abbondante pasto consumato, viene colto da un infarto e deve essere ricoverato in un'unità di terapia intensiva. Tornato a casa e ancora convalescente, in preda all'alcool e alla gelosia per un infondato sospetto di tradimento da parte di Yeter, colpisce violentemente la donna, provocandone involontariamente la morte.
Nejat decide allora di disconoscere suo padre, condannato ad una pena detentiva, e di recarsi in Turchia. Nejat è alla ricerca delle sue origini ma è anche preso da una sorta di senso di colpa nei confronti della donna uccisa che, prima di morire, gli aveva confidato di avere una figlia ventisettenne ad Istanbul, alla quale provvedeva al suo mantenimento agli studi, senza però averle mai rivelato l'attività che svolgeva. Il giovane professore si mette così alla ricerca di questa ragazza, di nome Ayten Öztürk, che ormai da mesi non dava più sue notizie: chiedendo l'aiuto dei suoi parenti turchi, stampa dei volantini e chiede informazioni alla polizia, ma non ottiene risultati.
Nello stesso tempo, Nejat matura la decisione di restare stabilmente ad Istanbul dove rileva una libreria gestita da un tedesco che desidera tornare in Germania, rinunciando così alla sua cattedra ad Amburgo e dedicandosi con passione alla nuova attività.
In parallelo vediamo svolgersi la vita di Ayten Öztürk, studentessa impegnata politicamente in un'organizzazione clandestina che si oppone al regime turco. In seguito al suo coinvolgimento in un episodio di violenza durante una manifestazione di piazza, Ayten scappa dalla Turchia con un passaporto falso e si reca ad Amburgo, in Germania, alla ricerca di sua madre che crede occupata come commessa in un negozio di scarpe. Il suo destino sfiora quello di Nejat quando, sfinita dal sonno, Ayten si addormenta nell'aula in cui lui sta tenendo una lezione. In una mensa universitaria, Ayten conosce Lotte, studentessa di lingue, alla quale chiede aiuto e denaro. Susanne, madre di Lotte, cerca di dissuadere sua figlia dall'offrire ospitalità ad una clandestina e consiglia ad Ayten di uscire allo scoperto chiedendo asilo politico al governo tedesco, ma tra le due ragazze ben presto nasce una relazione sentimentale.
Dopo un litigio tra Susanne ed Ayten, le due ragazze partono alla volta di Brema per cercare la madre di Ayten ma durante il tragitto vengono fermate dalla polizia e Ayten viene trattenuta come "irregolare". Il governo tedesco rifiuta la sua domanda di asilo politico e la rinvia in Turchia, dove è costretta a scontare una pena in un carcere femminile. Nonostante un'animata discussione con sua madre, Lotte decide a sua volta di raggiungere la compagna per poterla aiutare, sostenere ed eventualmente tentare di farla liberare. Il caso la porta alla libreria di Nejat dove, nel lasciare un avviso per la ricerca di alloggio, si sente proporre dallo stesso Nejat l'affitto di una stanza del suo appartamento. Lotte riesce a far visita ad Ayten ancora detenuta e quest'ultima rivela alla compagna il nascondiglio della pistola usata per l'aggressione in piazza che costò la prigione a lei e al suo gruppo. Ma poche ore dopo aver recuperato l'arma, a seguito di un banale borseggio da parte di alcuni ragazzini, Lotte viene uccisa in un vicolo.
Informata dell'improvvisa morte della figlia, Susanne parte per la Turchia per cercare di ricostruire le ultime ore della vita di Lotte e recuperare i suoi effetti personali a casa di Nejat. Visita anche Ayten in carcere e le offre il suo perdono e il suo aiuto: Ayten, sfidando il disprezzo delle sue compagne di lotta, decide di collaborare con la giustizia e di negoziare la sua liberazione.
Intanto il vecchio Ali, espulso dalla Germania, fa ritorno in Turchia, stabilendosi presso Trebisonda dove intende trascorrere gli ultimi anni della sua vita. La notizia giunge a Nejat, che decide di affidare per alcuni giorni la gestione della libreria a Susanne per poter partire in auto verso Trebisonda e riconciliarsi finalmente con suo padre.

## Riconoscimenti
- 2007 - Festival di Cannes
  - Miglior sceneggiatura a Fatih Akın
  - Nomination Palma d'Oro a Fatih Akın
- 2007 - European Film Awards
  - Miglior sceneggiatura a Fatih Akın
  - Nomination Miglior film a Fatih Akın, Klaus Maeck, Andreas Thiel e Jeanette Würl
  - Nomination Miglior regista a Fatih Akın
- 2007 - International Antalya Golden Orange Film Festival
  - Miglior regista a Fatih Akın
  - Miglior montaggio a Andrew Bird
  - Miglior attore non protagonista a Tuncel Kurtiz
  - Miglior attrice non protagonista a Nursel Köse
  - Nomination Premio speciale della giuria a Fatih Akın
- 2007 - Bangkok International Film Festival
  - Nomination Kinnaree d'Oro al miglior film a Fatih Akın
- 2007 - Cinemanila International Film Festival
  - Premio Lino Brocka a Fatih Akın
- 2008 - Premio César
  - Nomination Miglior film straniero a Fatih Akın
- 2008 - Deutscher Filmpreis
  - Lola al miglior film a Fatih Akın, Klaus Maeck e Andreas Thiel
  - Lola al miglior regista a Fatih Akın
  - Lola alla miglior sceneggiatura a Fatih Akın
  - Lola al miglior montaggio a Andrew Bird
  - Nomination Lola alla migliore attrice non protagonista a Hanna Schygulla
- 2008 - National Board of Review of Motion Pictures
  - Migliori film stranieri
- 2008 - Ankara International Film Festival
  - Miglior montaggio a Andrew Bird
  - Miglior sceneggiatura - Competizione Nazionale a Fatih Akın
  - Miglior attore non protagonista a Tuncel Kurtiz
  - Miglior attrice non protagonista a Nursel Köse
  - Miglior attrice non protagonista a Patrycia Ziolkowska

- 2008 - German Film Critics Association Awards
  - Miglior montaggio a Andrew Bird
- 2008 - Bavarian Film Awards
  - Miglior regista a Fatih Akın
- 2008 - RiverRun International Film Festival
  - Miglior film a Fatih Akın
  - Miglior attrice a Hanna Schygulla
  - Miglior sceneggiatura a Fatih Akın
- 2008 - Miami Gay and Lesbian Film Festival
  - Miglior film
- 2008 - Film+
  - Miglior montaggio a Andrew Bird
- 2009 - Premio Goya
  - Nomination Miglior film europeo a Fatih Akın
- 2009 - GLAAD Media Awards
  - Nomination Outstanding Film - Limited Release
- 2009 - Film Critics Circle of Australia
  - Nomination Miglior film straniero a Fatih Akın
- 2009 - National Society of Film Critics
  - Miglior attrice non protagonista a Hanna Schygulla
- 2009 - Vancouver Film Critics Circle
  - Miglior film straniero
- 2009 - Chlotrudis Society for Independent Film
  - Miglior film
  - Nomination Miglior cast
- 2010 - Argentine Film Critics Association
  - Nomination Condor d'argento al miglior film straniero a Fatih Akın